# جولکی
جولکی شهری از توابع بخش جولکی شهرستان آغاجاری در استان خوزستان ایران است. 

## جمعیت
این شهر در نزدیکی شهر جایزان قرار دارد و براساس سرشماری مرکز آمار ایران در سال ۱۳۹۵، جمعیت آن ۱٬۵۲۵ نفر (۴۴۳ خانوار) بوده‌است.